# Nordische Skiweltmeisterschaften
Bei den Nordischen Skiweltmeisterschaften werden seit 1924 die Weltmeister in den Skisportarten des Ski Nordisch, dem Skilanglauf, Skispringen und der Nordischen Kombination, ermittelt. Seit 1985 finden sie alle zwei Jahre in den ungeraden Jahren statt. Veranstalter ist der Weltskiverband FIS.
Gemäß der offiziellen Sprachregelung der FIS wird das Sportereignis im Plural benannt und heißt „Nordische Skiweltmeisterschaften (Jahr)“.

## Geschichte
Erstmals wurden Weltmeisterschaften im nordischen Skisport 1924 in Chamonix, damals im Rahmen der ersten, zwar erst später als solche anerkannten, Olympischen Winterspiele, abgehalten. Bis 1939 fanden die Wettbewerbe jährlich statt. Von 1925 bis 1927 bezeichnete die FIS die Veranstaltungen als Rendezvous races, während sie in den Jahren danach bis 1935 als FIS-Rennen ausgetragen wurden. Seit 1937 tragen die Wettbewerbe den offiziellen Titel FIS Nordische Skiweltmeisterschaften. Bis zu den Olympischen Winterspielen 1980 waren die Olympiasieger zugleich Weltmeister, außer in der Nordischen Kombination.
Die Nordischen Skiweltmeisterschaften 1940 wurden aufgrund der Kriegsereignisse abgesagt, was jedoch damals auch kritisiert wurde. So organisierte der italienische Wintersportort Cortina d’Ampezzo vom 1. bis 10. Februar 1941 die Nordischen Skiweltmeisterschaften 1941. Die FIS erklärte jedoch 1946 diese bei einem Kongress in Pau nachträglich für ungültig, sodass die vergebenen Medaillen ihren offiziellen Status verloren und nicht mehr gezählt werden.

### Weltmeisterschaften nach dem Krieg
Die ersten Weltmeisterschaften nach Ende des Zweiten Weltkrieges fanden 1948 im schweizerischen St. Moritz, wiederum bei Olympischen Winterspielen, statt. Bis 1982 wurden sie nunmehr alle zwei Jahre ausgetragen. Nicht alle Wettbewerbe der Weltmeisterschaften wurden sofort ins olympische Programm aufgenommen. So richtete die schwedische Stadt Falun bei den Nordischen Skiweltmeisterschaften 1980 den seit 1978 zu den Weltmeisterschaften zählenden 20-km-Langlauf der Frauen aus. Ab den Weltmeisterschaften 1982 gibt es (wie im Alpinbereich) die „Titelverteidiger-Regelung“; die Weltmeister von 1980 waren daher 1982 startberechtigt.
Mit den Olympischen Winterspielen 1984 wurde schließlich die Regelung, dass die Olympiasieger zugleich Weltmeister waren, aufgegeben. Nur in der Nordischen Kombination und im Skispringen wurden 1984 letztmals die olympischen Wettbewerbe auch als Weltmeisterschaften ausgetragen. Nunmehr finden seit 1985, unabhängig von den Olympischen Winterspielen, die Nordischen Skiweltmeisterschaften in den ungeraden Jahren statt, um eine Überschneidung mit Olympia zu vermeiden.
In dessen Folge wurden bei den Nordischen Skiweltmeisterschaften 1984 in Engelberg (Schweiz) und Rovaniemi (Finnland) die zu Nordischen Skiweltmeisterschaften zählenden, jedoch nichtolympischen, Teamwettbewerbe im Skispringen und in der Nordischen Kombination ausgetragen.
In den folgenden Jahren wurde die Anzahl der ausgetragenen Wettbewerbe sukzessive erhöht und erreichte mit 24 Wettkämpfen bei den Nordischen Skiweltmeisterschaften 2021 in Oberstdorf ihren bisherigen Höhepunkt. So werden seit den Nordischen Skiweltmeisterschaften 2009 in Liberec erstmals Damenwettbewerbe im Skispringen ausgetragen. In den Jahren 2001, 2005 und 2011 wurden im Skispringen auch Teambewerbe von der Normalschanze abgehalten, seit 2013 gibt es grundsätzlich statt deren einen „Mixed-Bewerb“.
Bei den Weltmeisterschaften 2025 wurden erstmals Wettbewerbe im Para-Skilanglauf ausgetragen. Außerdem wurden die Distanzen für Frauen und Männer im Skilanglauf ab diesem Zeitpunkt identisch gestaltet. Somit gab es mit 31 Wettbewerben einen neuen Rekordwert.

### Erwähnenswertes
- Bei den Weltmeisterschaften 1950 in Lake Placid, Bundesstaat New York, konnten dort die Langlaufwettbewerbe wegen Schneemangels nicht stattfinden und wurden in Rumford, Bundesstaat Maine, durchgeführt.
- Vier Jahre später, in Falun, gestattete das Organisationskomitee jeder Nation, acht Teilnehmer einzusetzen. Erstmals nahmen Sportlerinnen und Sportler aus der Sowjetunion teil.
- Die Weltmeisterschaften 1962 in Zakopane standen vorerst in Gefahr einer Absage aus politischen Gründen. Außerdem mussten die Termine für fast alle Bewerbe wegen der starken Schneefälle umgeändert werden. Erstmals wurden Skisprungbewerbe auf der Großen Schanze und der Normalschanze durchgeführt.
- Bei den Weltmeisterschaften 1982 in Oslo kam es erstmals zur sogenannten „Titelverteidiger-Regelung“, wonach die Sieger der vorangegangenen Weltmeisterschaften (in diesem Falle jenen bei den Olympischen Spielen 1980 in Lake Placid, die auch als Weltmeisterschaften gegolten haben, bzw. dem in Falun ausgetragenen 20-km-Lauf der Frauen) außerhalb der Nationen-Quote starten durften. Außerdem gab es bei der Herrenstaffel nicht nur eine Ex-aequo-Entscheidung um Gold (Sieg URS & NOR), sondern auch um Bronze (DDR & FIN), wobei aber vorerst nur Finnland als Dritter gewertet worden ist. Erst nach einem DDR-Protest bei der FIS wurde nachträglich die Bronzemedaille zuerkannt.
- Bei den Weltmeisterschaften 2001 in Lahti konnte der 30-Kilometer-Lauf der Skilangläuferinnen wetterbedingt nicht ausgetragen werden.

## Nordische Skiweltmeisterschaften seit 1924
Seit 1924 werden Nordische Skiweltmeisterschaften ausgetragen. Allerdings wurden erst beim 25. internationaler FIS-Kongress (8.–11. Juni 1965) in Mamaia (Rumänien) die Olympischen Winterspiele 1924 offiziell zu den Ersten Skiweltmeisterschaften erklärt, und zusätzlich wurde festgehalten, dass die Gewinner der unter der FIS-Patronanz veranstalteten Bewerbe das Recht auf den Titel eines »World Champions« (Weltmeisters) haben. Bis zu den Olympischen Winterspielen 1980 waren die Olympiasieger zugleich Weltmeister, außer in der Nordischen Kombination. Die Olympischen Winterspiele bis 1980 gelten daher auch als Nordische Skiweltmeisterschaften und befinden sich deshalb in dieser Liste. Im Skispringen galt der Parallelismus von Olympia und WM noch bis einschließlich 1984. In diesem Jahr galt er ausnahmsweise auch für die Nordische Kombination.
Die Wettbewerbe werden in den Disziplinen Skilanglauf (LL), Nordische Kombination (NK) und im Skispringen (SP/SS) ausgetragen. 2025 wurden erstmals auch Wettbewerbe im Para-Skilanglauf (PLL) auf dieser Bühne ausgetragen. In der Spalte der erfolgreichsten Nation zählen bei Olympischen Spielen nur die Wettbewerbe, die im Rahmen der Weltmeisterschaften abgehalten wurden, sodass die Nordische Kombination nicht zu berücksichtigen ist.
| #   | Veranstaltung                         | Austragungsort         | Disziplinen                                | Erfolgreichste Nation | Anmerkungen |
| --- | ------------------------------------- | ---------------------- | ------------------------------------------ | --------------------- | --- |
| 1.  | Olympische Winterspiele 1924          | Chamonix               | 4 (2 × LL, 1 × NK, 1 × SS)                 | NOR                   | erst 1926 zu 1. Olympischen Winterspielen erklärt                                                                   |
| 2.  | Nordische Skiweltmeisterschaften 1925 | Johannisbad            | 4 (2 × LL, 1 × NK, 1 × SP)                 | TCH                   | |
| 3.  | Nordische Skiweltmeisterschaften 1926 | Lahti                  | 4 (2 × LL, 1 × NK, 1 × SP)                 | NOR                   | |
| 4.  | Nordische Skiweltmeisterschaften 1927 | Cortina d’Ampezzo      | 4 (2 × LL, 1 × NK, 1 × SP)                 | SWE                   | |
| 5.  | Olympische Winterspiele 1928          | St. Moritz             | 4 (2 × LL, 1 × NK, 1 × SS)                 | NOR                   | |
| 6.  | Nordische Skiweltmeisterschaften 1929 | Zakopane               | 4 (2 × LL, 1 × NK, 1 × SP)                 | NOR FIN               | |
| 7.  | Nordische Skiweltmeisterschaften 1930 | Oslo                   | 4 (2 × LL, 1 × NK, 1 × SP)                 | NOR                   | |
| 8.  | Nordische Skiweltmeisterschaften 1931 | Oberhof                | 4 (2 × LL, 1 × NK, 1 × SP)                 | NOR                   | |
| 9.  | Olympische Winterspiele 1932          | Lake Placid            | 4 (2 × LL, 1 × NK, 1 × SS)                 | NOR                   | |
| 10. | Nordische Skiweltmeisterschaften 1933 | Innsbruck              | 5 (3 × LL, 1 × NK, 1 × SP)                 | SWE                   | neu: 4 × 10 km Staffel (M)                                                                                          |
| 11. | Nordische Skiweltmeisterschaften 1934 | Sollefteå              | 5 (3 × LL, 1 × NK, 1 × SP)                 | NOR                   | |
| 12. | Nordische Skiweltmeisterschaften 1935 | Vysoké Tatry           | 5 (3 × LL, 1 × NK, 1 × SP)                 | NOR                   | |
| 13. | Olympische Winterspiele 1936          | Garmisch-Partenkirchen | 5 (3 × LL, 1 × NK, 1 × SS)                 | SWE                   | |
| 14. | Nordische Skiweltmeisterschaften 1937 | Chamonix               | 5 (3 × LL, 1 × NK, 1 × SP)                 | NOR                   | |
| 15. | Nordische Skiweltmeisterschaften 1938 | Lahti                  | 5 (3 × LL, 1 × NK, 1 × SP)                 | FIN                   | |
| 16. | Nordische Skiweltmeisterschaften 1939 | Zakopane               | 5 (3 × LL, 1 × NK, 1 × SP)                 | FIN                   | |
| --  | Nordische Skiweltmeisterschaften 1941 | Cortina d’Ampezzo      | 5 (3 × LL, 1 × NK, 1 × SP)                 | FIN                   | 1946 von FIS annulliert                                                                                             |
| 17. | Olympische Winterspiele 1948          | St. Moritz             | 5 (3 × LL, 1 × NK, 1 × SS)                 | SWE                   | Athleten aus Deutschland und Japan gesperrt                                                                         |
| 18. | Nordische Skiweltmeisterschaften 1950 | Lake Placid            | 5 (3 × LL, 1 × NK, 1 × SP)                 | SWE                   | Athleten aus Deutschland und Japan gesperrt                                                                         |
| 19. | Olympische Winterspiele 1952          | Oslo                   | 6 (4 × LL, 1 × NK, 1 × SP)                 | FIN                   | neu: 10 km Langlauf (F)                                                                                             |
| 20. | Nordische Skiweltmeisterschaften 1954 | Falun                  | 8 (6 × LL, 1 × NK, 1 × SP)                 | URS                   | neu: 3 × 5 km Staffel (F), 15 km und 30 km LL (M)                                                                   |
| 21. | Olympische Winterspiele 1956          | Cortina d’Ampezzo      | 8 (6 × LL, 1 × NK, 1 × SP)                 | FIN                   | |
| 22. | Nordische Skiweltmeisterschaften 1958 | Lahti                  | 8 (6 × LL, 1 × NK, 1 × SP)                 | FIN                   | |
| 23. | Olympische Winterspiele 1960          | Squaw Valley           | 8 (6 × LL, 1 × NK, 1 × SP)                 | FIN                   | |
| 24. | Nordische Skiweltmeisterschaften 1962 | Zakopane               | 10 (7 × LL, 1 × NK, 2 × SP)                | URS                   | neu: 5 km Langlauf (F), SP Großschanze (M)                                                                          |
| 25. | Olympische Winterspiele 1964          | Innsbruck              | 10 (7 × LL, 1 × NK, 2 × SP)                | FIN                   | |
| 26. | Nordische Skiweltmeisterschaften 1966 | Oslo                   | 10 (7 × LL, 1 × NK, 2 × SP)                | NOR                   | |
| 27. | Olympische Winterspiele 1968          | Grenoble               | 10 (7 × LL, 1 × NK, 2 × SP)                | NOR                   | |
| 28. | Nordische Skiweltmeisterschaften 1970 | Vysoké Tatry           | 10 (7 × LL, 1 × NK, 2 × SP)                | URS                   | |
| 29. | Olympische Winterspiele 1972          | Sapporo                | 10 (7 × LL, 1 × NK, 2 × SP)                | URS                   | |
| 30. | Nordische Skiweltmeisterschaften 1974 | Falun                  | 10 (7 × LL, 1 × NK, 2 × SP)                | DDR                   | |
| 31. | Olympische Winterspiele 1976          | Innsbruck              | 10 (7 × LL, 1 × NK, 2 × SP)                | URS                   | |
| 32. | Nordische Skiweltmeisterschaften 1978 | Lahti                  | 11 (8 × LL, 1 × NK, 2 × SP)                | URS                   | neu: 20 km Langlauf (F), inoffizielles Team-SP(M)                                                                   |
| 33. | Olympische Winterspiele 1980          | Lake Placid            | 10 (7 × LL, 1 × NK, 2 × SP)                | URS                   | |
| --  | Nordische Skiweltmeisterschaften 1980 | Falun                  | 1 (1 × LL)                                 | DDR                   | nur der 20-km-Langlauf (F) wurde ausgetragen                                                                        |
| 34. | Nordische Skiweltmeisterschaften 1982 | Oslo                   | 13 (8 × LL, 2 × NK, 3 × SP)                | NOR                   | neu: NK Team 3 × 10 km (M), SP Team K120 (M)                                                                        |
| --  | Olympische Winterspiele 1984          | Sarajevo               | 2 (2 × SP)                                 | FIN                   | nur Einzelwettbewerbe SP                                                                                            |
| --  | Nordische Skiweltmeisterschaften 1984 | Engelberg Rovaniemi    | 2 (1 × NK, 1 × SP)                         | FIN                   | nur nichtolympische Teamwettbewerbe in NK und SP ausgetragen                                                        |
| 35. | Nordische Skiweltmeisterschaften 1985 | Seefeld                | 13 (8 × LL, 2 × NK, 3 × SP)                | NOR                   | von nun an finden WM alle zwei Jahre in den ungeraden Jahren statt                                                  |
| 36. | Nordische Skiweltmeisterschaften 1987 | Oberstdorf             | 13 (8 × LL, 2 × NK, 3 × SP)                | SWE                   | neu: Strecken im LL für klassisch und Freistil                                                                      |
| 37. | Nordische Skiweltmeisterschaften 1989 | Lahti                  | 15 (10 × LL, 2 × NK, 3 × SP)               | FIN                   | |
| 38. | Nordische Skiweltmeisterschaften 1991 | Val di Fiemme          | 15 (10 × LL, 2 × NK, 3 × SP)               | NOR                   | |
| 39. | Nordische Skiweltmeisterschaften 1993 | Falun                  | 15 (10 × LL, 2 × NK, 3 × SP)               | NOR                   | neu: Verfolgungsrennen für Männer und Frauen                                                                        |
| 40. | Nordische Skiweltmeisterschaften 1995 | Thunder Bay            | 15 (10 × LL, 2 × NK, 3 × SP)               | RUS                   | |
| 41. | Nordische Skiweltmeisterschaften 1997 | Trondheim              | 15 (10 × LL, 2 × NK, 3 × SP)               | RUS                   | |
| 42. | Nordische Skiweltmeisterschaften 1999 | Ramsau                 | 16 (10 × LL, 3 × NK, 3 × SP)               | NOR                   | neu: NK Sprint (M)                                                                                                  |
| 43. | Nordische Skiweltmeisterschaften 2001 | Lahti                  | 18 (11 × LL, 3 × NK, 4 × SP)               | NOR                   | neu: LL Sprint (M) und (F), im SP 2 Teamspringen 30 km LL (F) wurde wetterbedingt nicht ausgetragen.                |
| 44. | Nordische Skiweltmeisterschaften 2003 | Val di Fiemme          | 18 (12 × LL, 3 × NK, 3 × SP)               | NOR                   | |
| 45. | Nordische Skiweltmeisterschaften 2005 | Oberstdorf             | 19 (12 × LL, 3 × NK, 4 × SP)               | NOR                   | neu: Team-Sprint (M) und (F), 2 Team-SP                                                                             |
| 46. | Nordische Skiweltmeisterschaften 2007 | Sapporo                | 18 (12 × LL, 3 × NK, 3 × SP)               | NOR                   | |
| 47. | Nordische Skiweltmeisterschaften 2009 | Liberec                | 20 (12 × LL, 4 × NK, 4 × SP)               | NOR                   | neu: SP für Frauen, NK Massenstart (M)                                                                              |
| 48. | Nordische Skiweltmeisterschaften 2011 | Oslo                   | 21 (12 × LL, 4 × NK, 5 × SP)               | NOR                   | neu: NK Teambewerb Normalschanze (ersetzt Massenstart)                                                              |
| 49. | Nordische Skiweltmeisterschaften 2013 | Val di Fiemme          | 21 (12 × LL, 4 × NK, 5 × SP)               | NOR                   | neu: NK Team-Sprint (ersetzt Teambewerb Großschanze), SP Mixed-Teambewerb (ersetzt Herren-Teambewerb Normalschanze) |
| 50. | Nordische Skiweltmeisterschaften 2015 | Falun                  | 21 (12 × LL, 4 × NK, 5 × SP)               | NOR                   | |
| 51. | Nordische Skiweltmeisterschaften 2017 | Lahti                  | 21 (12 × LL, 4 × NK, 5 × SP)               | NOR                   | |
| 52. | Nordische Skiweltmeisterschaften 2019 | Seefeld                | 22 (12 × LL, 4 × NK, 6 × SP)               | NOR                   | neu: SP Teamwettbewerb Normalschanze (F)                                                                            |
| 53. | Nordische Skiweltmeisterschaften 2021 | Oberstdorf             | 24 (12 × LL, 5 × NK, 7 × SP)               | NOR                   | neu: NK Normalschanze/5 km (F), SP Großschanze (F) Ohne Zuschauer wegen der COVID-19-Pandemie                       |
| 54. | Nordische Skiweltmeisterschaften 2023 | Planica                | 24 (12 × LL, 5 × NK, 7 × SP)               | NOR                   | neu: NK Mixed-Teamwettbewerb (ersetzt NK Herren-Team-Sprint) Athleten aus Belarus und Russland gesperrt             |
| 55. | Nordische Skiweltmeisterschaften 2025 | Trondheim              | 25+6 (12 × LL, 6 × NK, 7 × SP) + (6 × PLL) | NOR                   | neu: NK 5 km Massenstart/Normalschanze (F), PLL Sprint (F&M) Athleten aus Belarus und Russland gesperrt             |
| 56. | Nordische Skiweltmeisterschaften 2027 | Falun                  |                                            |                       | |
| 57. | Nordische Skiweltmeisterschaften 2029 | Lahti                  |                                            |                       | |

## Erfolgreichste Athletinnen & Athleten
| Rang            | Athlet/in              | Land        | w/m | Disziplin             | Von  | Bis  | Goldmedaillen | Silbermedaillen | Bronzemedaillen | Gesamt |
| --------------- | ---------------------- | ----------- | --- | --------------------- | ---- | ---- | ------------- | --------------- | --------------- | ------ |
| 1               | Marit Bjørgen          | Norwegen    | w   | Skilanglauf           | 2003 | 2017 | 18            | 5               | 3               | 26     |
| 2               | Johannes Høsflot Klæbo | Norwegen    | m   | Skilanglauf           | 2017 | 2025 | 15            | 2               | 1               | 18     |
| 3               | Therese Johaug         | Norwegen    | w   | Skilanglauf           | 2007 | 2025 | 14            | 5               | 4               | 23     |
| 4               | Jelena Välbe           | /           | w   | Skilanglauf           | 1989 | 1997 | 14            | 3               | –               | 17     |
| 5               | Petter Northug         | Norwegen    | m   | Skilanglauf           | 2007 | 2015 | 13            | 3               | –               | 16     |
| 6               | Larissa Lasutina       | /           | w   | Skilanglauf           | 1987 | 2001 | 11            | 3               | 2               | 16     |
| 7               | Jarl Magnus Riiber     | Norwegen    | m   | Nordische Kombination | 2019 | 2025 | 11            | 3               | 1               | 15     |
| 8               | Galina Kulakowa        | Sowjetunion | w   | Skilanglauf           | 1968 | 1982 | 9             | 5               | 4               | 18     |
| 9               | Bjørn Dæhlie           | Norwegen    | m   | Skilanglauf           | 1991 | 1999 | 9             | 5               | 3               | 17     |
| 10              | Sixten Jernberg        | Schweden    | m   | Skilanglauf           | 1954 | 1964 | 8             | 3               | 4               | 15     |
| Stand: 9.3.2025 |                        |             |     |                       |      |      |               |                 |                 |        |

## Ewiger Medaillenspiegel
| Rang        | Land                                       | Goldmedaillen | Silbermedaillen | Bronzemedaillen | Gesamt |
| ----------- | ------------------------------------------ | ------------- | --------------- | --------------- | ------ |
| 1           | Norwegen                                   | 204           | 164             | 148             | 516    |
| 2           | Russland (mit Sowjetunion und RSF)         | 83            | 80              | 74              | 237    |
| 3           | Finnland                                   | 80            | 90              | 90              | 260    |
| 4           | Schweden                                   | 75            | 68              | 72              | 214    |
| 5           | / Deutschland (mit BR Deutschland und DDR) | 60            | 73              | 52              | 185    |
| 6           | Österreich                                 | 31            | 36              | 46              | 113    |
| 7           | Polen                                      | 13            | 7               | 13              | 33     |
| 8           | / Italien                                  | 12            | 24              | 24              | 60     |
| 9           | Japan                                      | 12            | 17              | 21              | 50     |
| 10          | Tschechien (mit Tschechoslowakei)          | 11            | 20              | 21              | 52     |
| 11          | Vereinigte Staaten                         | 8             | 8               | 9               | 25     |
| 12          | Slowenien                                  | 8             | 5               | 9               | 22     |
| 13          | Frankreich                                 | 7             | 4               | 16              | 27     |
| 14          | Schweiz                                    | 4             | 8               | 12              | 24     |
| 15          | Estland                                    | 3             | 5               | 2               | 10     |
| 16          | Kasachstan                                 | 3             | 2               | 5               | 10     |
| 17          | Kanada                                     | 3             | 2               | 3               | 7      |
| 18          | Spanien                                    | 1             | 1               | –               | 2      |
| 19          | Brasilien                                  | 1             | –               | –               | 1      |
| 19          | Jugoslawien                                | 1             | –               | –               | 1      |
| 19          | Südkorea                                   | 1             | –               | –               | 1      |
| 22          | Ukraine                                    | –             | 1               | 2               | 3      |
| 23          | Belarus                                    | –             | 1               | –               | 1      |
| 23          | Slowakei                                   | –             | 1               | –               | 1      |
| 25          | Bulgarien                                  | –             | –               | 1               | 1      |
| Stand: 2025 |                                            |               |                 |                 |        |